# Omiš
Omiš (italijansko Almissa) je staro mesto, občina s statusom mesta (hrv. Grad Omiš) in pristanišče v Splitsko-dalmatinski županiji (Hrvaška).

## Lega
Omiš leži v srcu Dalmacije na levi obali ob izlivu reke Cetine v morje, 21 km jugovzhodno od Splita, pod mogočnimi apnenčnimi stenami Omaške Dinare. Stari in novi del naselja sta ločena. Stari del mesta pod golimi strmimi stenami je mesto ozkih ulic z majhnimi trgi. Zahodno je okoli 1 km dolga peščena plaža in pred njo široka plitvina z nanosi reke Cetine.
Pristanišče v katerem stoji svetilnik je zelo izpostavljeno močni burji, ki piha iz različnih smeri. Precejšne valove po povzročajo tudi južni vetrovi. Globina morja ob kolenastem pomolu dolgem 50 m je do 3 m.
Iz pomorske karte je razvidno, da svetilnik, ki stoji na koncu pomola oddaja svetlobni signal : BZ Bl 3s. Področje vidljivosti belih oziroma zelenih bliskov je treba razbrati iz pomorske karte.

## Prebivalstvo
| Pregled števila prebivalcev po letih | Pregled števila prebivalcev po letih | Pregled števila prebivalcev po letih | Pregled števila prebivalcev po letih | Pregled števila prebivalcev po letih | Pregled števila prebivalcev po letih | Pregled števila prebivalcev po letih | Pregled števila prebivalcev po letih | Pregled števila prebivalcev po letih | Pregled števila prebivalcev po letih | Pregled števila prebivalcev po letih | Pregled števila prebivalcev po letih | Pregled števila prebivalcev po letih | Pregled števila prebivalcev po letih | Pregled števila prebivalcev po letih | Pregled števila prebivalcev po letih |
| ------------------------------------ | ------------------------------------ | ------------------------------------ | ------------------------------------ | ------------------------------------ | ------------------------------------ | ------------------------------------ | ------------------------------------ | ------------------------------------ | ------------------------------------ | ------------------------------------ | ------------------------------------ | ------------------------------------ | ------------------------------------ | ------------------------------------ | ------------------------------------ |
| 1857                                 | 1869                                 | 1880                                 | 1890                                 | 1900                                 | 1910                                 | 1921                                 | 1931                                 | 1948                                 | 1953                                 | 1961                                 | 1971                                 | 1981                                 | 1991                                 | 2001                                 | 2011                                 |
| 575                                  | 821                                  | 771                                  | 851                                  | 936                                  | 1014                                 | 1439                                 | 1854                                 | 1506                                 | 1651                                 | 2408                                 | 3731                                 | 4800                                 | 6079                                 | 6565                                 | 6462                                 |

## Zgodovina
Področje na katerem se razprostira današnji Omiš je bilo poseljeno že v rimski dobi, ko se je takratno naselje imenovalo Oneum. V srednjem veku postane Omiš z obzidjem utrjeno mesto. V 12. in 13. stoletju mestu vladajo knezi Kačići, v 14. stoletju pa knezi Šubići. Do leta 1444, ko pride mesto v Beneško last, se je izmenjalo še več drugih lastnikov. Omiš je v tem obdobju slovel kot znano gusarsko oporišče.
Iz srednjega veka so se do danes ohranili : južna mestna vrata z delom obzidja, jugozahodni štirikotni obrambni stolp imenovan na Fošalu in impozantne ruševine trdnjave Starigrad, imenovane tudi Fortica na 311 m visoki skalni polici nad mestom.
Iz 16. stoletja je v mestu več baročnih zgradb, med njimi cerkev
sv. Duha, župnijska cerkev sv. Mihovila iz 1629 z bogato notranjo opremo in frančiškanski samostan. Mesto se ponaša tudi muzejsko zbirko shranjeno v lepi renesančni hiši.
Na desnem bregu Cetine, na ledini Priko stoji predromanska cerkvica sv. Peter postavljena v 10. stoletju, ki je ena najzanimivejših cerkvic iz tega obdobja v Dalmaciji in se omenja v starih listinah hrvaških vladarjev v 10. in 11. stoletju.

## Gospodarstvo
Prebivalci Omiša se ukvarjajo s poljedelstvom in ribolovm. Zaposleni pa so tudi v tekstilni industriji in industriji predelave hrane, ter turizmu.

## Znane osebe
V Omišu se je rodilo več znanih hrvaških umetnikov :
- Josip Papučić, pesnik
- Vatroslav Mimica, režiser, filmski scenarist in producent
- Jure Kaštelan, pesnik in akademik
- Milovan Stanić, slikar